# 花宫

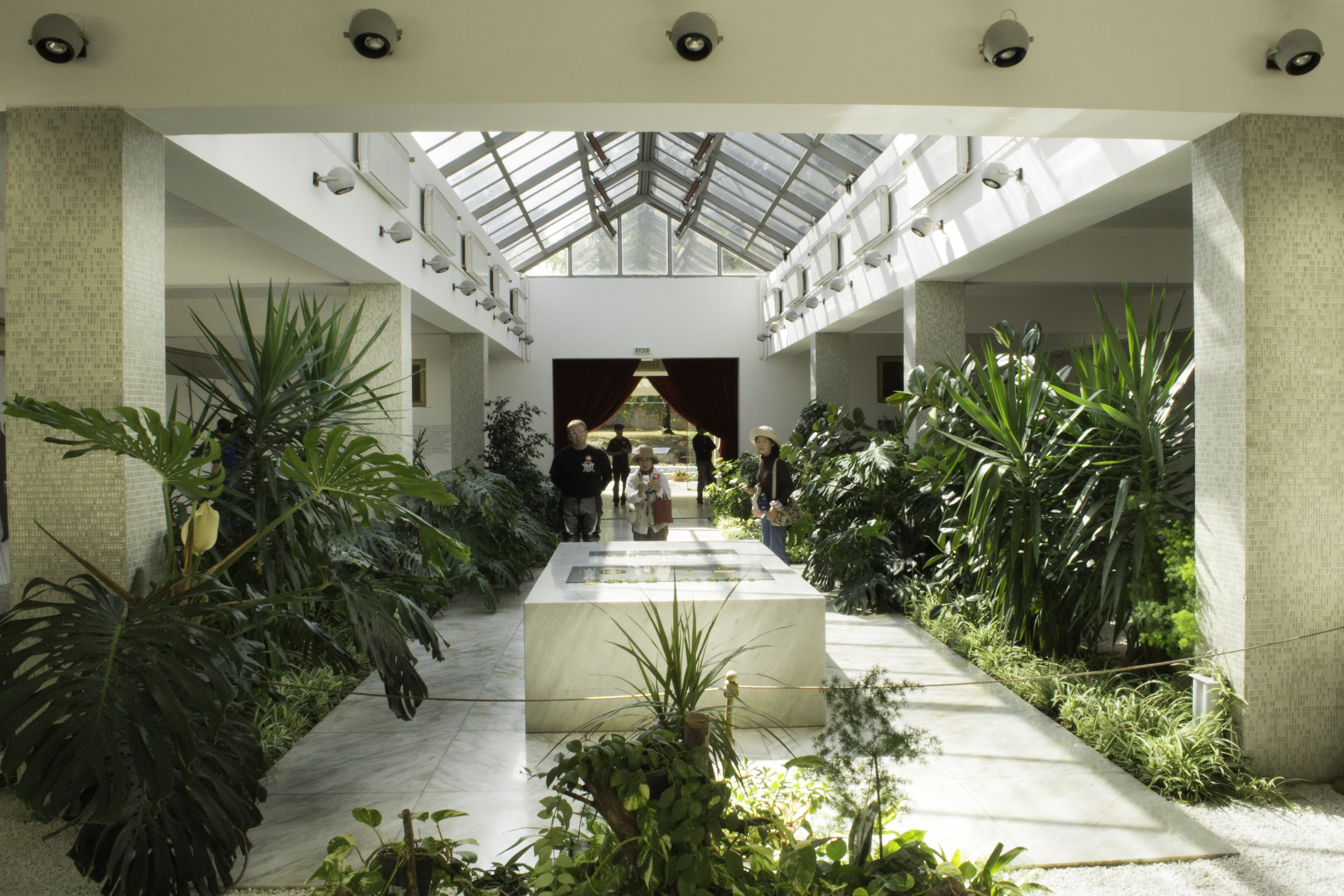
花宫

花宫（羅馬化：Kuća cveća；马其顿语： Куќа на цвеќето；斯洛文尼亚语：Hiša cvetja）是南斯拉夫社会主义联邦共和国总统约瑟普·布罗兹·铁托和他的妻子约婉卡·布罗兹的陵墓。它位于塞尔维亚贝尔格莱德的南斯拉夫博物馆内。

## 命名
“花宫”之名源于南斯拉夫社会主义联邦共和国解体后，坟墓周围鲜花丛生，直至关闭。 如今，曾经盛开鲜花的地方只剩下白色的岩石。 铁托在世期间，这里作为铁托的辅助办公室。

## 历史
花宫建于1975年，由建筑师Stjepan Kralj设计。它被建造为一个冬季花园，拥有铁托个人的工作和休息场所，占地约902平方米。它由三部分组成：中央部分、花园和两侧平行的宽走廊。花宫的入口对面是一个无盖的露台，可欣赏贝尔格莱德的景色。在铁托去世后，根据他的个人意愿，他被埋葬在了中央部分。他的妻子约万卡在去世后，跟随她的意愿，将其埋葬了这里。
花宫的永久性展览包括来自全国各地的青年接力日的物品和照片。时间从1957年开始，一直到1988年结束，当时5月25日被定为青年节。 此外，博物馆还展示了铁托收到的书面信息、交换的接力棒、携带者的照片、集会的门票等相关资料。
在南斯拉夫社会主义联邦共和国解体后的近十年里，整个建筑群（陵墓和纪念馆）都对公众关闭，军事警卫也被永久撤除。 现如今，博物馆和陵墓再次对外开放。而来自前南斯拉夫各地的许多游客参观了这个地方，特别是在5月25日。据报道，在2004年有超过11000人参观了这座纪念馆，1982年至2012年间，有超过1700万人参观。

## 图集

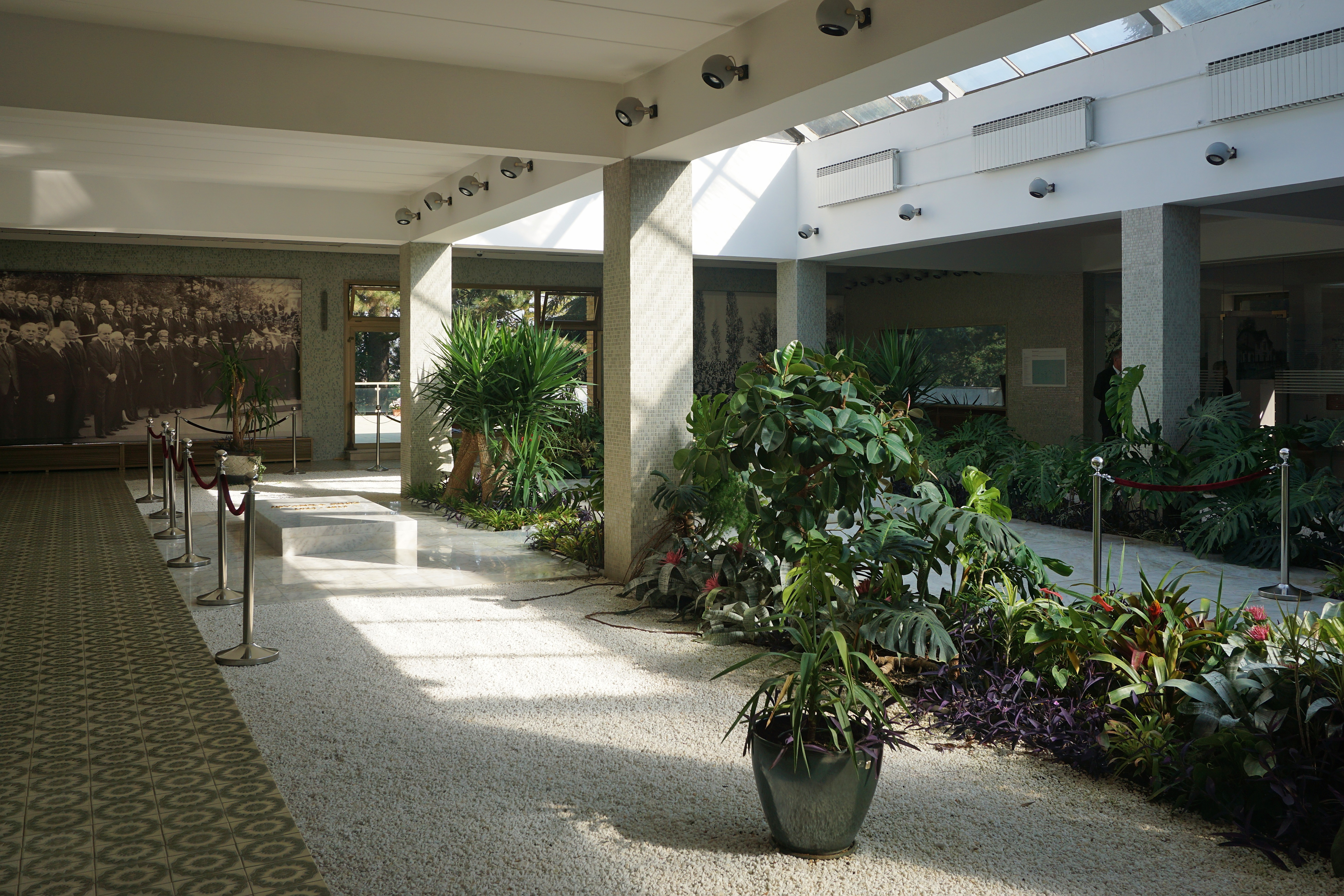
花宫内部照片1
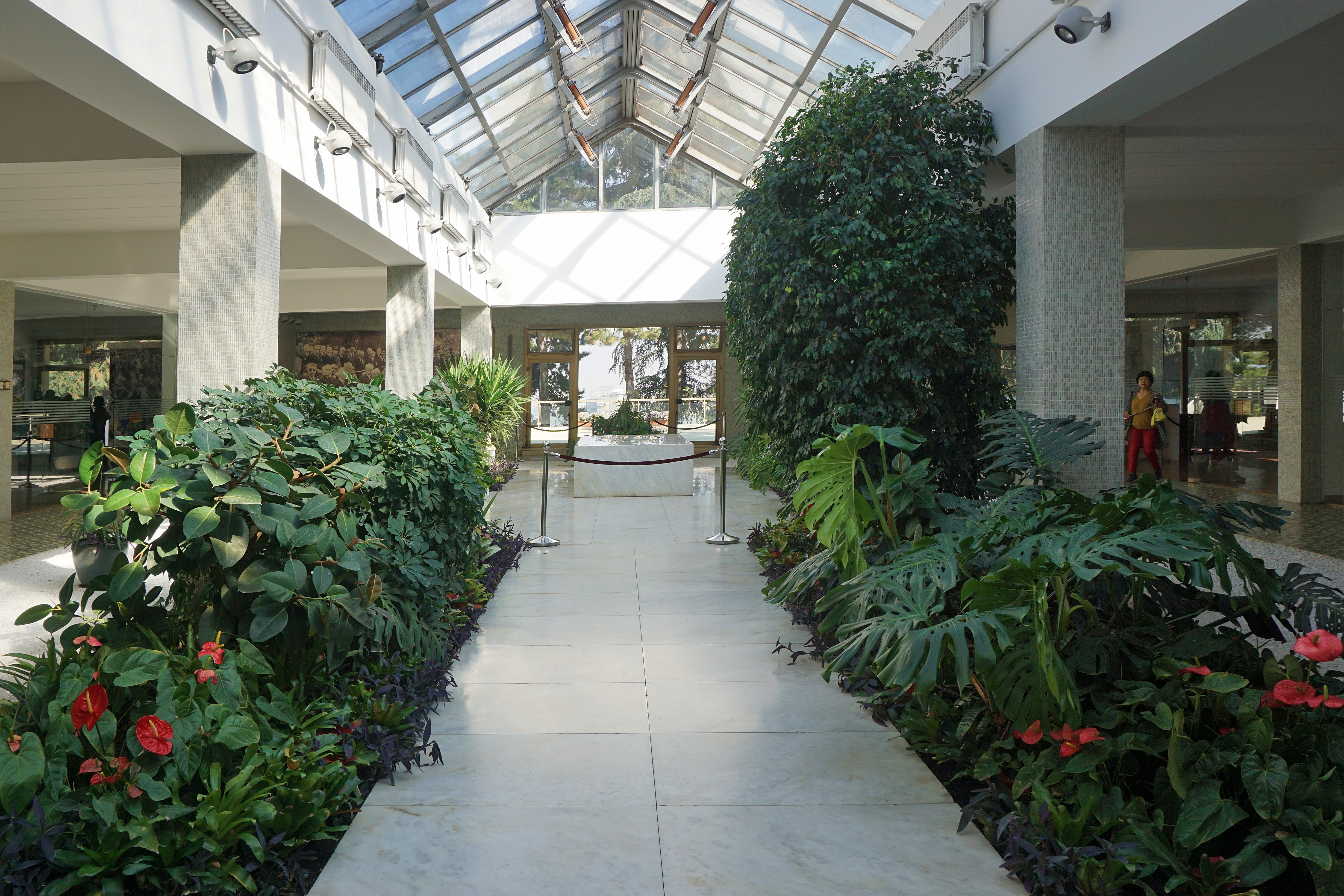
花宫内部照片2
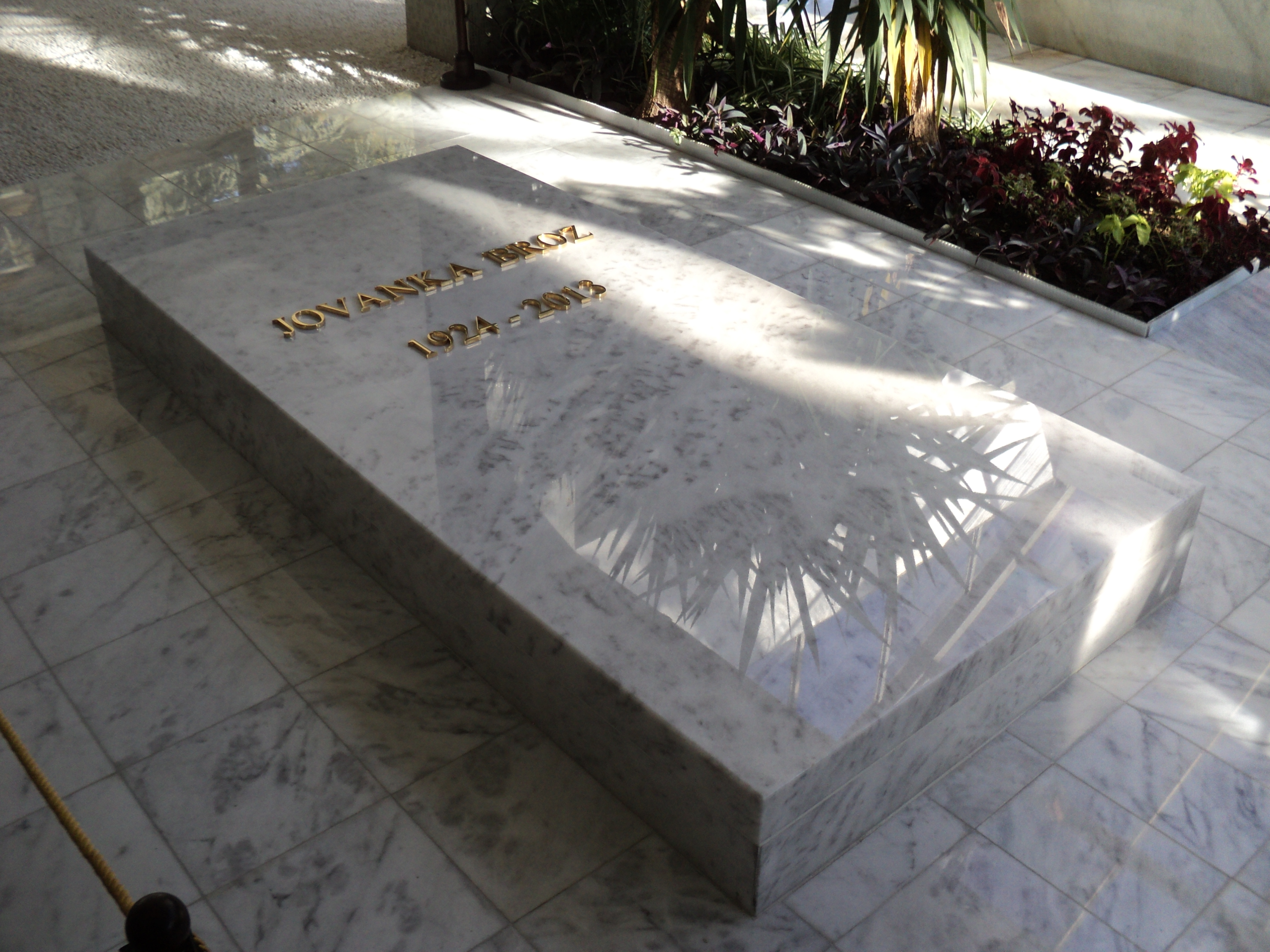
铁托妻子之墓
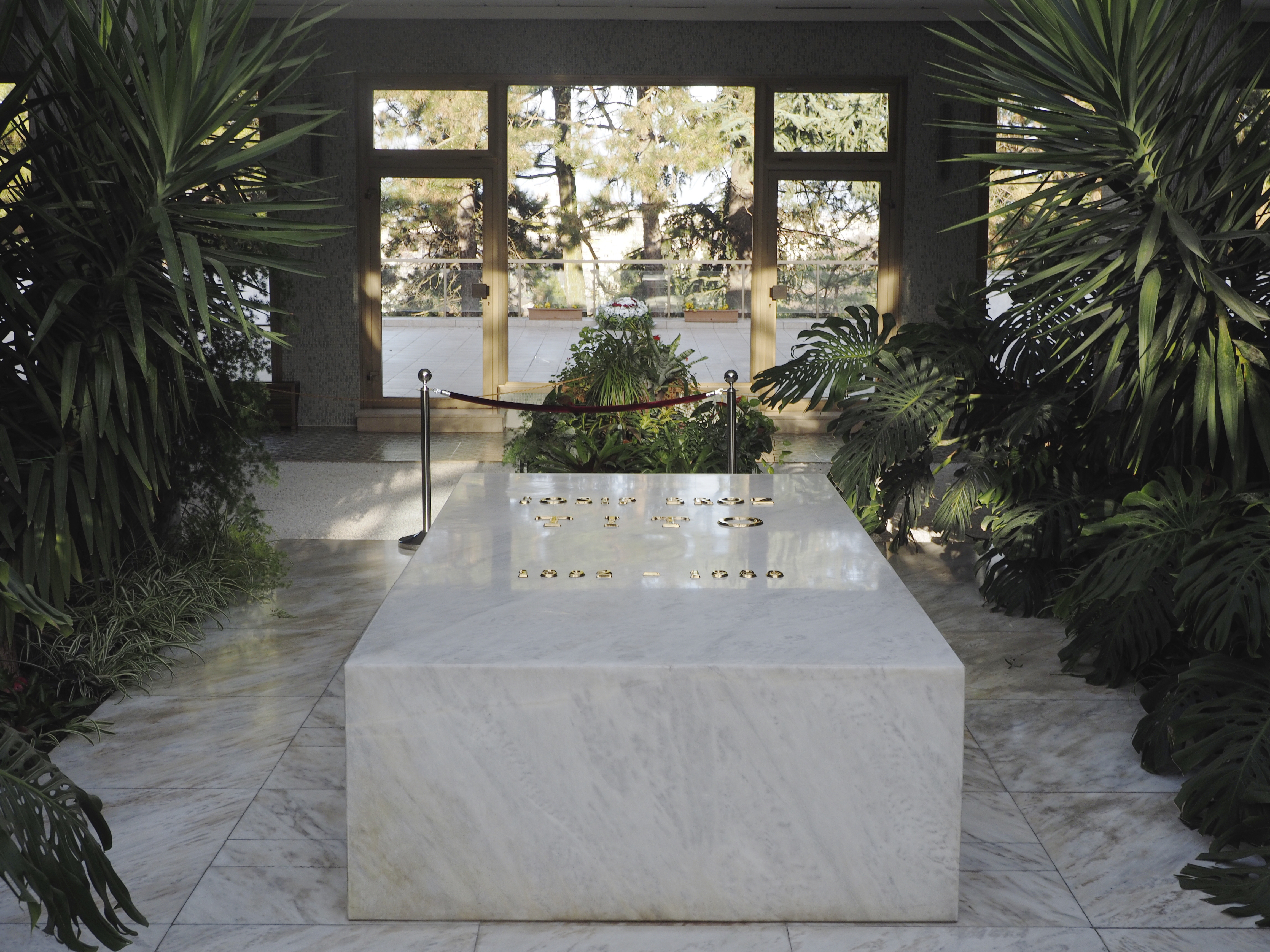
铁托之墓
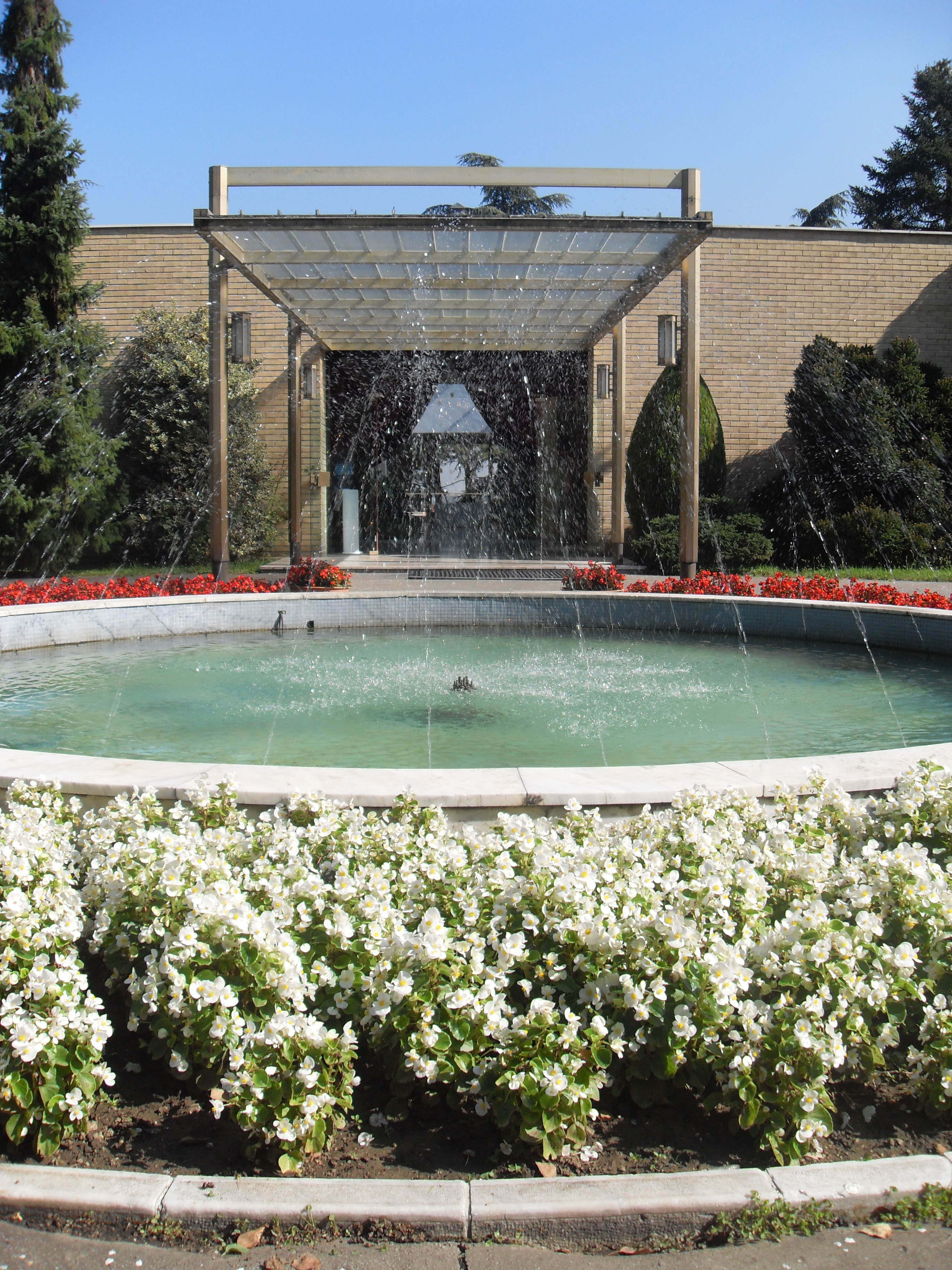
主入口
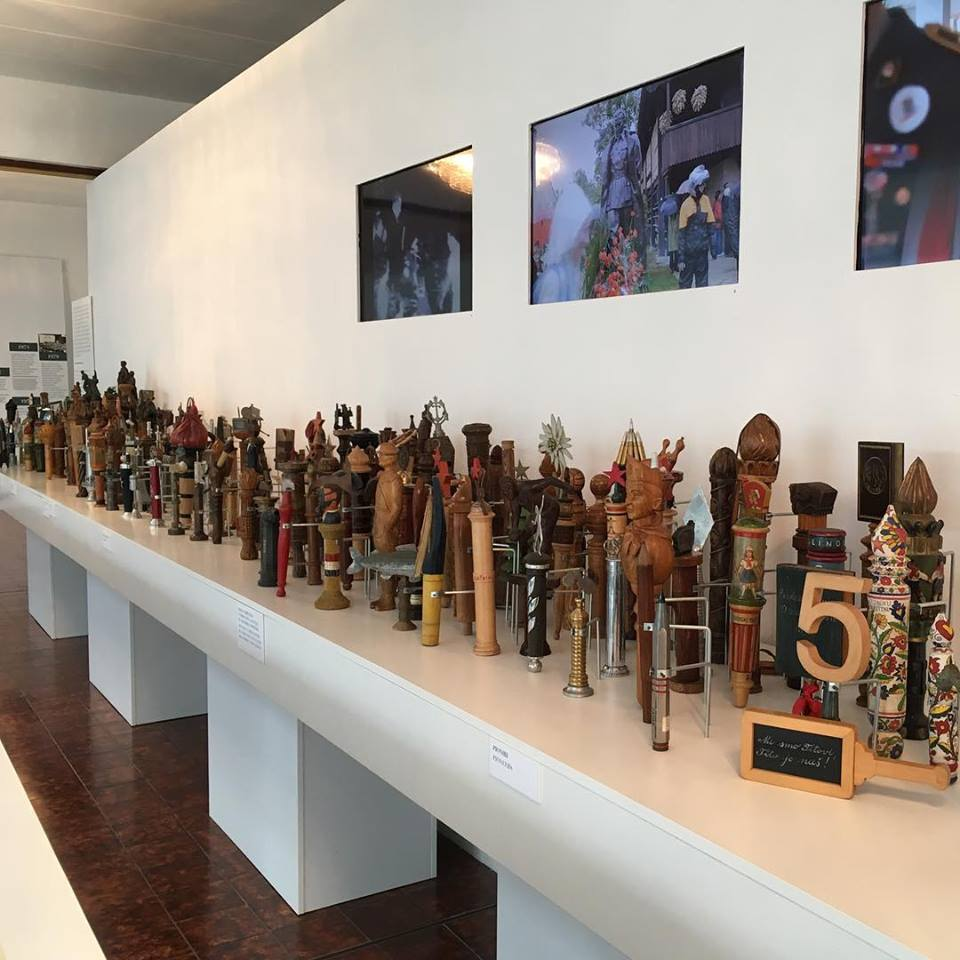
青年接力赛的展厅
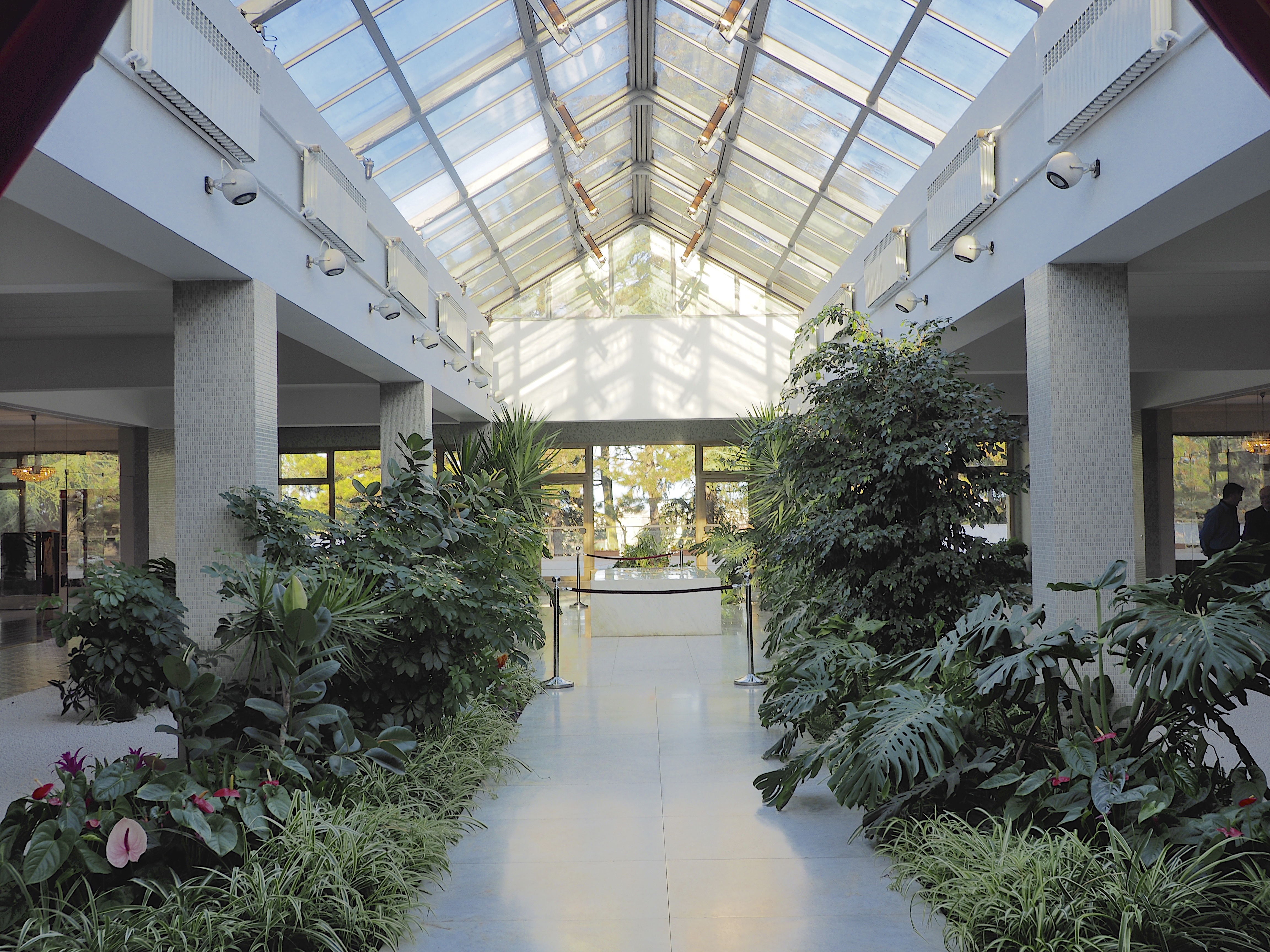
花宫正面照

## 外部連結
- 官方网站
- 花宮 - 虛擬之旅